# Tre klaverstykker opus 69
Tre klaverstykker opus 69 is de laatste verzameling composities voor piano solo van Agathe Backer-Grøndahl. Haar gezondheid was in die laatste jaren niet best en ze stak veel energie in de carrière van haar zoon Fridtjof Backer-Grøndahl. De bundel verscheen in 1907 bij Brødrene Hals Muziekuitgeverij (nrs. 1177-1179).
De drie werken:
1. Nocturne in allegretto grazioso in D majeur in alla breve-maatsoort
2. Humoreske in allegretto in Es majeur in 4/4-maatsoort
3. Capriccio in allegretto leggiero in a mineur in 6/8-maatsoort

De bundel is opgedragen aan de Deense pianiste Johanne Stockmarr. 